# Chassagne (Puy-de-Dôme)
Chassagne – miejscowość i gmina we Francji, w regionie Owernia-Rodan-Alpy, w departamencie Puy-de-Dôme.
Według danych na rok 1990 gminę zamieszkiwało 113 osób, a gęstość zaludnienia wynosiła 7 osób/km² (wśród 1310 gmin Owernii Chassagne plasuje się na 731. miejscu pod względem liczby ludności, natomiast pod względem powierzchni na miejscu 592.).